# 有機アルミニウム化合物
有機アルミニウム化合物（ゆうき—かごうぶつ、organoalminium compound）は炭素−アルミニウム (C−Al) 結合を持つ有機化合物である。

## 歴史
1950年代まではほとんど知られていなかったが、カール・ツィーグラーらがトリアルキルアルミニウムの直接合成法を開発し、それらのオレフィン類の重合への応用を発表すると、工業的・学問的な重要性が認められ、広く知られるようになった。1972年には、それまでの有機アルミニウム化学に関する論文を網羅した総説が発表された。それ以来も重要な総説論文の発表が続いている。

## 特徴
アルミニウムは電子が欠乏しているため、通常3を超える配位数をとりやすい。ただし、Mes3Al （Mesはメシチル基、2,4,6-(CH3)3C6H2 を表す）など、置換する有機基がかさ高い場合は例外である。有機アルミニウム化合物の化学は C−Al 結合の動態、および単量体のルイス酸性の高さから理解される。
二量体 Me6Al2 （Meはメチル基、CH3 を表す）はその好例である。配位能を持たない溶媒中では架橋構造 Al−C−Al を持つが、Al−Me 結合の素早い交換が起こっており、これはプロトンNMRで観測される。すなわち、−25°Cでは架橋構造に由来する2本のシグナルを積分比1:2で示すのに対し、20°Cでは架橋部分と末端部分のメチル基の素早い交換が起こるため、それらのシグナルは融合して1本になる。単量体のルイス酸性の高さは、アルミニウム原子がオクテット則を満たしていないことによるものである。

## 合成法
実験室において、トリアルキルアルミニウム R3Al はメタセシスやトランスメタル化によって合成される。以下に例を挙げる。
アルキルリチウムやグリニャール試薬とのメタセシス
{\displaystyle {\ce {AlCl3\ + 3BuLi -> Bu3Al\ + 3LiCl}}}
トランスメタル化
{\displaystyle {\ce {2 Al\ + 3Ph2Hg -> 2Ph3Al\ + 3Hg}}}
工業的には、トリメチル、トリエチルなど単純なトリアルキルアルミニウムは直接法によって調製される。
{\displaystyle {\ce {4Al\ + 6MeCl -> 2Me3Al2Cl3 -> Me4Al2Cl2\ + Me2Al2Cl4 -> Me4Al2Cl(l)\ + 2Na[MeAlCl3](s) -> Me3Al\ + Al\ + 6NaCl}}}

## 反応
有機アルミニウム化合物はハードな酸であり、ピリジン、テトラヒドロフラン、アミンなどの塩基と容易に錯体を形成する。
アルコールなどとは以下のような反応を起こす。
{\displaystyle {\ce {R3Al\ + R'OH -> (R2Al-OR')n\ + RH}}}
炭素−炭素二重結合に対してヒドロアルミ化を起こす。
工業的には、アルケンを重合させポリオレフィンを作る際の触媒として利用される。